# Prysk
Prysk là một làng thuộc huyện Česká Lípa, vùng Liberecký, Cộng hòa Séc.